# Zahărul Oradea
Zahărul Oradea este o companie producătoare de zahăr din România.
Compania face parte din grupul Cristal Diamant, alături de Zahărul Carei și Zahăr Arad, și activează pe piața autohtonă din anul 1968.
Cristal Diamant SAS este o societate cu sediul în Franța, care este deținută în proporții egale de grupul francez Cristal Union și de grupul german Pfeifer&Langen.
Compania Zahărul Oradea produce sub mărcile Brilliant și Diamant.
În ianuarie 2018, Pfeifer&Langen, acționarul german al fabricii, a anunțat că va închide fabrica în cursul acestui an, menționând motive economice.
Număr de angajați în 2009: 265
Cifra de afaceri:
| Anul          | 2006 | 2005 | 2002   |
| ------------- | ---- | ---- | ------ |
| milioane euro | 65   | 28   | 22 ($) |